# Memory Lost
Memory Lost (chino: 美人为馅; pinyin: Mei Ren Wei Xian), es una serie de televisión china transmitida del 24 de octubre del 2016 hasta el 27 de diciembre del 2016 través de iQiyi.
La serie está basada en la trilogía de detectives "Mei Ren Wei Xian" (美人为馅) de Ding Mo (丁墨).

## Sinopsis
Los altamente oficiales de policía Bai Jingxi y Han Chen trabajan juntos para resolver varios casos difíciles utilizando sus excepcionales habilidades y razonamiento.

### Primera temporada
Un malentendido hace que Bai Jingxi y Han Chen se conozcan. Poco después cuando ambos se reencuentran mientras están investigando un caso de violación, Jingxi descubre que Chen en realidad es un experimentado oficial de la policía criminal y su uso de métodos de investigación tradicionales la impresiona. 
Ambos deciden aclarar sus malentendidos y poco a poco comienzan a enamorarse. Sin embargo debido a un incidente ocurrido cinco años atrás, Chen pierde parte de su memoria, pero sí recuerda una cosa, que tiene una novia, aunque no recuerda su nombre o apariencia. Decidido a encontrar a su novia, intenta todo tipo de métodos mientras lucha por controlar y alejarse de los sentimientos que está teniendo por Jingxi (sin saber que en realidad ella es la mujer que tanto busca).
Más tarde Jingxi se une al equipo de Chen para investigar un extraño incidente y mientras ambos se protegen de los peligros que trae el caso, Chen se da cuenta se ha enamorado de ella y le promete regresar a su lado después de descubrir la verdad sobre sus recuerdos perdidos.

### Segunda temporada
Finalmente Han Chen comienza a descubrir la verdad sobre su pérdida de memoria: Bai Jingxi es en realidad su prometida pérdida, Su Mian y que la razón de la pérdida de sus recuerdos estaba relacionada con un incidente que había surgido de un caso de asesinato en serie cinco años atrás.
También descubre que bajo un nombre en clave alfabético los miembros de una organización criminal mataban personas únicamente por diversión y que él día en que estaban a punto de ser arrestados, habían lanzado una bomba y secuestrado a Su Mian, a quien le cambiaron su identidad por la de su prima Bai Jingxi.
Poco a poco tanto Chen como Su Mian recuperan lentamente sus recuerdos y justo cuando están a punto de unirse y confrontar a la organización criminal, descubren que los asesinos psicóticos ya estaban infiltrados entre ellos. Finalmente comienzan a revelarse los miembros de la organización uno por uno.

### Tercera temporada
Bajo la persistente persecución de Han Chen y Su Mian, la organización criminal "Alphabet" decide enviar una carta de declaración, pronto la ciudad está plagada de peligros, los cuales comienzan con una serie de explosiones en la plaza de la ciudad. Debido a lo sucedido Chen y Mian son enviados para detener a los asesinos y en el proceso finalmente descubren toda la verdad sobre sus identidades.
Descubren que el líder de la organización criminal, únicamente conocido como "S" era en realidad Xu Sibai, quien se había acercado a Mian y convertido en uno de sus mejores amigos para vengarse de ella, ya que le guardaba rencor por haberlo rechazado. También descubren que Sibai había sido el responsable del asesinato del padre de Mian, un oficial de la policía.
Cinco años atrás Sibai había planeado una gran conspiración para fingir la muerte de Su Mian. Su prima Bai Jingxi, quien se parecía mucho a ella, en realidad había sido asesinada por la organización, quienes habían borrado los recuerdos de Chen, Mian y Sibai (este último por propia petición ya que quería estar a lado de Mian), debido a este incidente Mian cree que es Jingxi y asume su identidad.
Después de las confrontaciones se asume que todos los miembros de la organización han muerto. Sin embargo luego de que el caso es cerrado, aparece un retrato de Mian en una cafetería con la firma "S", indicando que Sibai podría estar vivo todavía.

## Reparto

### Personajes principales
| Actor                    | Personaje          | N.º de episodios | Notas |
| ------------------------ | ------------------ | ---------------- | --- |
| Yang Rong                | Su Mian Bai Jingxi | 36               | Su Mian: es la agradable prometida de Han Chen y la prima de Bai Jingxi, con quien comparte un enorme parecido. Después de ser secuestrada por la organización criminal "Alphabet", bajo las órdenes de su jefe Xu Sibai (quien estaba enamorado de ella), sus recuerdos son borrados y le hacen creer que es Jingxi. Trabaja como detective policial, más tarde cuando se reencuentra con Han Chen no lo reconoce, sin embargo poco a poco comienza a enamorarse nuevamente de él y cuando finalmente recupera sus memorias, se une a Han Chen para derrocar a la organización y limpiar el nombre de su prima. Bai Jingxi: es miembro de la policía cívica y del equipo "Black Shield", que se especializa en psicología criminal. Jingxi es la prima de Su Mian, con quien comparte un gran parecido. Mientras se encuentra trabajando encubierto para la organización criminal "Alphabet" su nombre código es "H" y tiene la "habilidad" de hacer que un asesinato pareciera un accidente, sin embargo cuando es descubierta, es asesinada y la organización le hace creer a los oficiales de la policía que Jingxi había estado trabajando par ellos y que había sido la responsable de la muerte de varios miembros de la policía. Poco después cuando Su Mian es atrapada por la organización y sus memorias borradas, le hacen creer que es Jingxi, pero cuando descubre la verdad, junto a Han Chen demuestran la inocencia de su prima y su nombre es limpiado. |
| Bai Yu                   | Han Chen           | 36               | Es el segundo al mando del equipo de policía cívica y miembro del equipo "Black Shield", donde se especializa en la investigación criminal. Después de una confrontación con la organización criminal "Alphabet", sus recuerdos son borrados, sin embargo aún es perseguido por las memorias de su prometida, cuya existencia todos niegan. Cuando conoce a Bai Jingxi comienza a sentirse atraído por ella, sin embargo lucha contra sus sentimientos, ya que a pesar de su amnesia, busca incansablemente a su prometida perdida. Más tarde cuando descubre la verdad y recupera sus memorias se da cuenta de que Jingxi es en realidad Su Mian, su prometida y la pareja regresa. Juntos buscaran destruir al sindicado criminal responsable de varios crímenes. |
| Evan Li (李庚 / Li Geng) | Xu Sibai           | 36               | Es el original líder de la organización criminal conocida como "Alphabet" y cuyo nombre código es "S". Luego de una confrontación con Bai Jingxi, Han Chen y los oficiales de la policía, decide borrarles la memoria y también le pide a su gente que le borren su memoria, ya que no quiere continuar como líder de la organización y asume la identidad de un médico forense y se convierte en el mejor amigo de Jingxi, de quien siempre ha estado enamorado, sin embargo ella no siente lo mismo y sólo lo ve como a un amigo. Más tarde cuando recupera sus memorias, regresa a la organización. |

### Personajes recurrentes

#### Equipo policial "Black Shield"
| Actor                | Personaje            | N.º de episodios | Notas |
| -------------------- | -------------------- | ---------------- | --- |
| Yang Rong            | Bai Jingxi           | -                | Miembro de la policía cívica y del equipo "Black Shield", donde se especializa en psicología criminal. |
| Bai Yu               | Han Chen             | -                | Es el segundo al mando del equipo de policía cívica y miembro del equipo "Black Shield", donde se especializa en la investigación criminal. |
| He Fengtian (何奉天) | Zhou Xiaozhuan       | 36               | Es un miembro de la policía cívica y del equipo "Black Shield", donde se especializa en computadoras y piratería informática. Es uno de los mejores amigos de Su Mian, a quien trata como una hermana menor. Es una persona ingenua y en ocasiones tonta, pero leal a su equipo. |
| Nan Fulong (南伏龙)  | Chi Chen / Leng Mian | 36               | Es miembro del equipo de policía cívica y del equipo "Black Shield", donde se especializa en agilidad y combate con rifle. Es apodado "Poker Face", ya que tiene un rostro estoico y tranquilo. Está enamorado de Xia Ziqi, con quien más tarde se compromete.                   |
| Wang Yu (王雨)       | Shi Heng / Lao Dao   | 36               | Es miembro de la policía cívica y del equipo "Black Shield", donde se especializa en rastreo de evidencia y huellas dactilares. Es apodado "Chatterbox", ya que le encanta hablar y siempre tiene un palillo en la boca.                                                         |
| Ren Jialun           | Zhang Muhan          | -                | Es un miembro del equipo de la policía cívica. |
| Gao Yu'er (高雨儿)   | Yue Luoxia           | -                | Es un miembro del equipo de la policía cívica. |

#### Organización criminal "Alphabet"
| Actor                    | Personaje    | N.º de episodios | Notas |
| ------------------------ | ------------ | ---------------- | --- |
| Evan Li (李庚 / Li Geng) | Xu Sibai     | 36               | Líder de la organización criminal conocida como "Alphabet" y cuyo nombre código es "S". |
| Sun Xiaoxiao (Cindy Sun) | Xin Jia      | -                | Es la amiga de la infancia de Han Chen, de quien está enamorada, sin embargo él no siente lo mismo que ella. En realidad es miembro del sindicato criminal "Alphabet", su nombre código es "E" y se especializa en venenos. |
| Qi Ji (戚迹)             | Xu Nanbo     | -                | Es un profesor de psicología criminal y el antiguo jefe de Su Mian. En realidad es un miembro de la organización criminal "Alphabet", donde su nombre código es "K". Es un experto en el arte del hipnotismo y aunque personalmente nunca mata a nadie, si hipnotiza a las personas para que lo hagan. Mantiene una relación complicada con su padre, quien también es un profesor de psicología criminal y maestro de Su Mian, a quien le cuesta impresionar. |
| Chu Junchen (初俊辰)     | Ji Zichang   | -                | Es un miembro de la organización criminal "Alphabet", donde su nombre clave es "L". Está enamorado de Xin Jia y usa su posición para matar, para posteriormente posicionar a sus víctimas como pinturas o esculturas. Es conocido por ser un fanático de la limpieza y tenerle fobia a los gérmenes. |
| Merxat Yalkun            | Xie Lu       | -                | Es miembro de la organización criminal "Alphabet" donde su nombre clave es "T", es un francotirador entrenado desde pequeño por "S". Aunque no tiene un deseo específico por matar, no tiene ningún problema por hacerlo. Sus crímenes son motivados en gran parte por su deseo de venganza y justicia. |
| Zhang Yijie (张逸杰)     | Xia Junai    | -                | Es miembro de la organización criminal "Alphabet" donde su nombre clave es "A" y es un experto en explosiones. Es el miembro más joven del equipo y fue criado por "S", aunque en ocasiones tiende a ser impulsivo, tiene talento para el rendimiento. Junai se refiere a Su Mian como "hermana", ya que en una ocasión ella lo trató amablemente. |
| Tian Muchen (田牧宸)     | Luo Bin      | -                | Es miembro de la organización criminal "Alphabet" donde su nombre clave es "R", es un hacker profesional que vigila a los otros miembros y mantiene todos los datos de la computadora fuera de sus alcances. |
| Zhao Yiqin (赵弈钦)      | Mu Fangcheng | -                | Es miembro de la organización criminal "Alphabet" donde su nombre clave es "M", quien se hace pasar por el dueño de un café. Fangcheng hace arte con las personas que mata. Fue asesinado por Han Chen cinco años antes del inicio de los eventos, luego de una confrontación entre la policía y la organización criminal. |

### Otros personajes
| Actor                  | Personaje            | N.º de episodios | Notas |
| ---------------------- | -------------------- | ---------------- | --- |
| Xuan Baizi (白梓軒)    | Qin Wenlong          | -                | |
| Hai Ling (海铃)        | Ma Xiaofei           | -                | |
| Jin Haochen (金澔辰)   | Fang Xu              | -                | |
| Wang Yizhe (王一哲)    | Ding Jun             | -                | |
| Liu Guhao (刘顾浩)     | Liu Fang             | -                | |
| Chen Mengqin (陈梦秦)  | Ji Yaxin             | -                | |
| Liang Baoling (梁宝羚) | Xiao Ziqi            | -                | Es una enfermera en el hospital y la novia de Chi Chen, con quien más tarde se compromete.                 |
| Liu Ruogu (刘若谷)     | Lao Dao (de pequeño) | -                | |
| Wang Maolei (王茂蕾)   | Profesor Zhu         | -                | |
| Chen Shangze (陈尚泽)  | Yan Er               | -                | Miembro del CS.                                                                                            |
| Zhao Yuxi (赵予熙)     | Gu Ran               | -                | |
| Zhao Shunran (赵顺然)  | Xiao Yao             | -                | |
| Chen Haoyu             | Zhao Manman          | -                | |
| Deng Sha (邓莎)        | Si Si                | -                | |
| Liu Yapeng (刘亚鹏)    | Mr. Xu               | -                | Es el padre de Xu Sibai.                                                                                   |
| Zhang Zhehan           | -                    | -                | Es un hombre que aparece en el sueño.                                                                      |
| Mao Fan (毛凡)         |                      | -                | |
| Wu Yujue (吴雨珏)      | Su Mian (de pequeña) | -                | |
| Zheng Guolin (郑国霖)  | Mr. Su               | -                | Es el padre de Su Mian, un oficial de la policía que es asesinado por Xu Sibai y su organización criminal. |
| Sun Xiaomin (孙小敏)   |                      | -                | |

## Episodios
La serie está conformada por 3 temporadas y emitió 36 episodios, los cuales fueron transmitidos todos los lunes y martes a las 20:00 (dos episodios):
- La primera temporada fue estrenada el 24 de octubre del 2016 y terminó el 8 de noviembre del 2016, transmitiendo 12 episodios.
- La segunda temporada se emitida el 14 de noviembre del 2016 y finalizó el 22 de noviembre del mismo año, y estuvo conformada por 12 episodios.[4]
- La tercera temporada transmitida del 12 de diciembre del 2016 al 27 de diciembre del 2016 emitiendo 12 episodios.[5]

## Música
El OST de la serie está conformado por dos canciones:
| Año | Intérprete (es)    | Canción             | Notas |
| --- | ------------------ | ------------------- | ----- |
| 1   | Yang Rong & Bai Yu | "Deep Sleep" (沉眠) |       |
| 2   | Ceng Di            | "Light" (光)        |       |

## Producción
La serie fue dirigida por Li Dachao (李达超) y Liang Qinxuan (梁辛全), quienes contaron con el apoyo de los guionistas Yu Zheng y Ding Mo (丁墨).
Mientras que la producción estuvo a cargo de Yu Zheng y Dai Ying (戴莹).
La serie contó con el apoyo de las compañías productoras "iQiyi", "New Classics Media" y "Zeus Entertainment".

### Recepción
La serie obtuvo un total de 2.300 millones de visitas en línea, así como un importante número de televidentes internacionales.